# Strefa Gazy
Strefa Gazy (arab. ‏قطاع غزة‎ [qɪˈtˤɑːʕ ˈɣazza]; hebr. ‏רצועת עַזָּה‎, Recuat Azza) – obszar położony na wybrzeżu Morza Śródziemnego, graniczący na południowym zachodzie z Egiptem oraz na południu i wschodzie z Izraelem. Długość tego obszaru wynosi 40 km, szerokość ok. 10 km, a całkowita powierzchnia to 360 km².
W latach 1922–1948 pod panowaniem Wielkiej Brytanii, która utworzyła Mandat Palestyny. Rezolucja Zgromadzenia Ogólnego ONZ nr 181 z 1947 roku przewidywała, że obszar ten będzie częścią planowanego państwa arabskiego. Po I wojnie izraelsko-arabskiej (1948–1949) okręg Gazy znajdował się pod wojskowym zarządem Egiptu (1949–1967), a później – Izraela (1967–1994).
Obszar pozostaje pod administracją władz Autonomii Palestyńskiej, jednak od czerwca 2007 roku faktyczną kontrolę sprawuje organizacja terrorystyczna Hamas. Mimo braku faktycznej kontroli Państwa Palestyna nad tym terytorium, pozostaje ono jego częścią.

## Nazwa
Nazwa terytorium pochodzi od jej największego miasta: Gazy.

## Geografia
Strefa Gazy jest położona na Bliskim Wschodzie, na wybrzeżu Morza Śródziemnego. Graniczy na południowym zachodzie z Egiptem, a na południu i wschodzie z Izraelem. Długość granicy z Izraelem wynosi 59 km, a z Egiptem 13 km. Długość Strefy wynosi 40 km, szerokość ok. 10 km, a jej łączna powierzchnia to 360 km² (nieco więcej niż Kraków).
Teren jest płaski lub lekko pofałdowany, a jego pofałdowanie wynika głównie z obecności nadmorskich wydm. Najwyżej położonym punktem jest wzgórze Abu ‘Awdah (Joz Abu’ Auda) 105 m n.p.m. Obszar strefy pozbawiony jest wód powierzchniowych.
Tutejsze ziemie podlegają silnym procesom pustynnienia, a nieracjonalnie prowadzona gospodarka wodna wpływa na zasolenie zasobów słodkiej wody i zanieczyszczenie ich ściekami. Do bogactw naturalnych należą zasoby gazu ziemnego.

### Klimat
Strefa Gazy ma klimat śródziemnomorski, który charakteryzuje się gorącymi i suchymi latami oraz łagodnymi zimami. Wiosna rozpoczyna się w marcu, a w drugiej połowie maja rozpoczyna się lato. Średnia temperatura latem wynosi 28 °C, a zimą 12 °C. Zimą zdarza się spadek temperatury do 5 °C. Największe opady deszczu występują pomiędzy listopadem a marcem. Średnie roczne opady atmosferyczne wynoszą ok. 300 milimetrów.

### Podział administracyjny
Strefa Gazy podzielona jest administracyjnie na pięć muhafaz:
- Gaza Północna (arab. ‏غزة شما‎) – jest położona na północ od miasta Gaza. Według szacunków Palestyńskiego Centralnego Biura Statystyk w 2017 roku żyło tu 368 978 mieszkańców[8]. Znajdują się tu trzy miasta (Bajt Hanun, Bajt Lahija, Dżabalija), dwie wioski (al-Beddawiya, Izbat Beit Hanun) oraz jeden obóz uchodźców (Dżabalija)[9].
- Gaza (arab. ‏غزة‎) – obejmuje miasto Gazę i jego okolicę. Według szacunków Palestyńskiego Centralnego Biura Statystyk w 2017 roku mieszkało tu 652 597 osób[8]. Znajduje się tu jedno miasto (Gaza), trzy wioski (Juhor ad-Dik, Madinat al-Awda, al-Mughraqa) oraz jeden obóz uchodźców (Al-Shati)[9].
- Dajr al-Balah (arab. ‏البلح دير‎) – jest położone na południe od miasta Gazy, w środkowej części Strefy Gazy. Według szacunków Palestyńskiego Centralnego Biura Statystyk w 2017 roku gubernatorstwo miało 273 200 mieszkańców[8]. Znajdują się tutaj dwa miasta (Dajr al-Balah, Az-Zawajda), dwie wioski (al-Musaddar, Wadi as-Salqa) oraz cztery obozy uchodźców (Al-Burajdż, Dajr al-Balah, Al-Maghazi, Nusajrat)[9].
- Chan Junus (arab. ‏خانيونس‎) – jest położone wokół miasta Chan Junus. Według szacunków Palestyńskiego Centralnego Biura Statystyk w 2016 roku w prowincji mieszkało 370 638 osób[8]. Znajdują się tutaj trzy miasta (Abasan al-Kabira, Chan Junus, Bani Suhajla), dziewięć wiosek (Abasan al-Saghira, Khuza’a, al-Qarara, al-Fukhari, Qa’al-Kharaba, Qa’al-Qurein, Qizan an-Najjar, Umm Kameil, Umm al-Kilab)[9].
- Rafah (arab. ‏رفح‎) – jest położone w południowej części Strefy Gazy, przy granicy z Egiptem. Według szacunków Palestyńskiego Centralnego Biura Statystyk w 2017 roku gubernatorstwo miało 233 878 mieszkańców[8]. Znajduje się tutaj pięć miast (Rafah, Al-Bajuk, Al-Mawasi, Al-Karja as-Suwajdija, Szokat as-Sufi) oraz dwa obozy uchodźców (Rafah, Tall as-Sultan)[9].

### Demografia
Według szacunków Palestyńskiego Centralnego Biura Statystyk w 2017 w Strefie Gazy żyło 1 899 291 osób, z czego 1,3 mln było uchodźcami palestyńskimi, pozostającymi pod opieką międzynarodowej agencji UNRWA (ang. United Nations Relief and Works Agency for Palestine Refugees in the Near East). Większość Palestyńczyków jest potomkami uchodźców, którzy opuścili swoje domy podczas wojny izraelsko-arabskiej 1948. Od tego czasu nieustannie notuje się duży wzrost populacji. Głównym tego powodem jest bardzo wysoki współczynnik dzietności, szacowany w 2007 roku na 5,64 dzieci na kobietę, co daje Strefie Gazy 19. miejsce na świecie pod względem dzietności (na 224 kraje uwzględnione w zestawieniu). Gęstość zaludnienia wynosi 5203 osób/km².
Według danych na dzień 3 kwietnia 2025 r., w wyniku izraelskich ataków od dnia 7 października 2023 r.: 39384 dzieci w Strefie Gazy zostało sierotami, w tym 17000 dzieci straciło oboje rodziców, a co najmniej 17954 dzieci zostało zabitych przez Izraelczyków, w tym 274 noworodków i 876 dzieci w wieku poniżej roku.
Pod względem wyznaniowym większość mieszkańców jest sunnitami. Procentowo liczba muzułmanów to 98–99%, chrześcijan jest mniej niż 1%.

## Historia

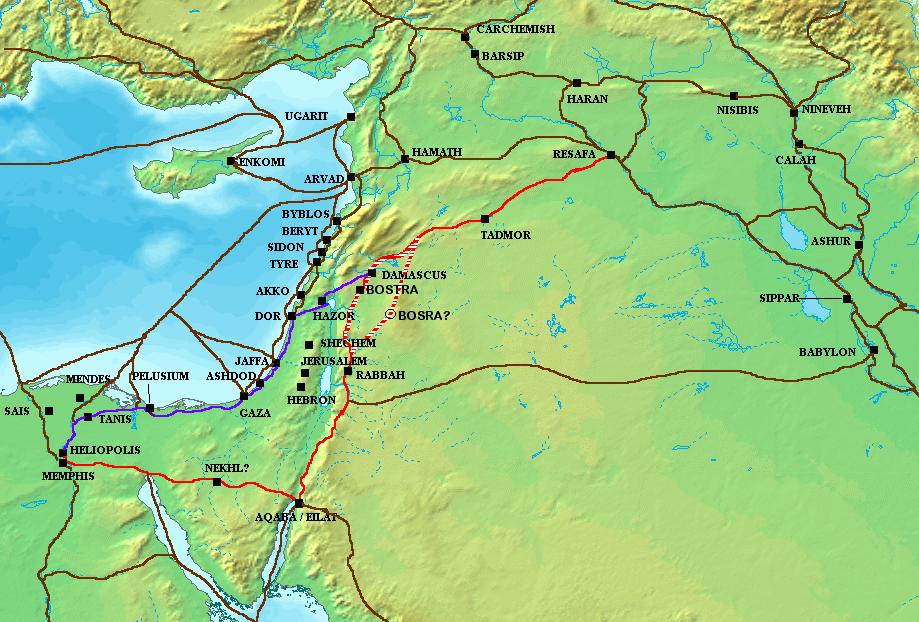
Starożytny szlak handlowy Via Maris, prowadzący z Afryki Północnej przez region Gazy do krajów Lewantu na północy

Historia ziem Kanaanu zawsze była określona przez strategiczne położenie przy szlaku handlowym Via Maris łączącym Afrykę Północną z krajami Lewantu na północy. Przez wieki był to najważniejszy szlak transportu towarów we wschodniej części basenu Morza Śródziemnego, wpływając na dzieje całego Bliskiego Wschodu.

### Starożytność
Badania archeologiczne dowodzą, że pierwsze ślady osadnictwa ludzkiego w obszarze dzisiejszej Gazy pochodzą z V tysiąclecia p.n.e. Pojawiły się wówczas pierwsze osady rolnicze. Znalezione liczne zabytki rękodzieła: wyroby garncarskie i z kości słoniowej, co dowodzi, że ludzie ci posiadali wyraźnie wykształconą kulturę.
Pod koniec IV tysiąclecia p.n.e. na ziemie Kanaanu zaczęły napływać pierwsze fale ludności egipskiej. Około 3400 p.n.e. Egipcjanie wznieśli twierdzę Taur Ikhbanah, która znajdowała się na południe od dzisiejszego miasta Gazy. Była to pierwsza starożytna twierdza egipska wzniesiona na zewnątrz starożytnego Egiptu. Z tego okresu pochodzą znalezione przedmioty wykonane z miedzi, wydobywanej w rejonie Petry. Dowodzi to utrzymywania więzi handlowych pomiędzy tymi ziemiami.
Około 3300–3000 p.n.e. w obszarze Gazy rozwinęły się pierwsze ośrodki miejskie. Były to: Tell es-Sakan (początkowo twierdza egipska), Tell el-Ajjul i Gaza. Wraz z rozwojem handlu zmieniały się związki pomiędzy Egiptem a Kanaanem. Lądowym szlakiem handlowym „Via Maris” transportowano coraz więcej towarów, przyczyniając się do rozwoju gospodarczego położonych przy nim miast. Jednak z czasem interesy gospodarcze Egiptu przesunęły się na północ do dzisiejszego Libanu, skąd zaczęto sprowadzać drogą morską drzewo cedrowe. Rola Gazy została wówczas zredukowana do niewielkiego portu morskiego, do którego zawijały jedynie statki z podstawowymi towarami. Cały region zaczął wówczas cierpieć z powodu upadku gospodarki, a niepotrzebna już twierdza Tell es-Sakan została przez Egipcjan porzucona.
Około XXV wieku p.n.e. rejon Gazy przeżył znaczny wzrost populacji, związany z osiedleniem się ludności kananejskiej. Jednak już w XXIII wieku p.n.e. nastąpiła zapaść gospodarcza i upadek tutejszych miast. Na miejscu opuszczonych miejscowości pojawiły się obozy nomadów, przemieszczających się z miejsca na miejsce w poszukiwaniu żywności, wody, opału i pastwisk dla zwierząt hodowlanych. Ponowne ożywienie koniunkturalne i rozwój społeczny pojawiły się w XX wieku p.n.e. Pojawiły się ośrodki miejskie Tell es-Sakan, Tell el-Ajjul i Gaza. Przed 1650 p.n.e. część Egiptu została przejściowo zajęta przez Kananejczyków. Wydarzenia te przyczyniły się do rozwoju handlu międzynarodowego.
W 1484 p.n.e. egipski faraon Totmes III podbił obszar Gazy. Miasto Gaza zaczęło wówczas pełnić rolę egipskiej stolicy administracyjnej w Kanaanie. Pochodzące z około 1310 p.n.e. Listy amarneńskie wymieniają nazwę miasta „Azzati” (współczesna Gaza), które zostało ufortyfikowane przez faraona Seti I. Przez obszar Gazy przebiegała wówczas strategiczna droga lądowa (tzw. Droga Horusa), przy której odkryto pozostałości kilku starożytnych fortec egipskich.
Około 1200 p.n.e. zaczęli napływać tutaj Filistyni, którzy zajęli nadmorskie miasta kanaanejskie (Gaza, Ekron, Aszdod, Aszkelon i Gat). Filistyni zdołali także przejściowo osiedlić się w części Egiptu. Wprawdzie faraon Ramzes III wypędził ich, nie był on jednak w stanie wyprzeć ich z pasa nadmorskiego Kanaanu.
Według Biblii największym tutejszym miastem była Gaza, która była miastem kananejskim (por. Księga Rodzaju 10:19), zależnym politycznie od Egiptu. Miasto było wówczas dobrze prosperującym portem morskim i stolicą pięciu satrapii filistyńskich (Gaza, Ekron, Aszdod, Aszkelon i Gat). Stary Testament wspomina historię izraelskiego sędziego Samsona, który został wzięty do niewoli przez Filistynów i przyprowadzony do Gazy. Poniósł on śmierć burząc świątynię filistyńskiego boga Dagona (Księga Sędziów 16:28–30).
Przez długie lata pentapolis filistyńska cieszyło się względną niezależnością, płacąc jednak daniny potężniejszym sąsiadom. W 1000 p.n.e. kontrolę nad tymi ziemiami zdobył król izraelski Dawid. Około 800 p.n.e. założono starożytne miasto i port morski Anthedon, które pozostawało zamieszkane jako miasto Tida do 1100 roku n.e. Jest to miejsce, w którym archeolodzy odkryli wiele cennych skarbów.
W 734 p.n.e. Gaza została lennikiem neoasyryjskim. W 609 p.n.e. egipski faraon Necho II przejściowo odzyskał kontrolę nad Gazą, ale już w 605–601 p.n.e. została ona zdobyta przez Neobabilończyków. Za panowania króla Cyrusa Wielkiego Gaza ofiarowała 20–30 ton kadzidła, aby utrzymać status sojusznika perskiego, za co została zwolniona z obowiązku płacenia corocznego hołdu lennego. W tym okresie nastąpił szybki rozwój obszaru Gazy. Grecki historyk Herodot przedstawił Gazę jako duże miasto portowe, otoczone murami obronnymi. Rozwojowi miasta sprzyjało korzystne położenie na skrzyżowaniu szlaków karawan handlowych. Około 520 p.n.e. na terenie Gazy powstały faktorie greckie. Głównymi towarami były: kadzidło, lecznicza mira, grecka porcelana i bite monety (z 380 p.n.e. pochodzą odnalezione monety bite na wzór ateńskich).
W 332 p.n.e. macedoński król Aleksander Wielki po zdobyciu Gazy dokonał masakry ludności, a ocalałe kobiety i dzieci uczynił niewolnikami. Miasto stało się kolonią grecką, zamieszkaną w większości przez Beduinów. Po śmierci Aleksandra Wielkiego w wyniku wojen diadochów rejon Gazy znalazł się pod panowaniem dynastii Ptolemeuszy, którzy kontrolowali Egipt i Judeę. Dążąc do podbicia terenów dzisiejszej Syrii i Libanu, Ptolemeusz stoczył w 321 p.n.e. bitwę pod Gazą, w której pokonał Seleucydów (w bitwie wzięły udział słonie bojowe). W wyniku serii kolejnych wojen w 198 p.n.e. Gaza przeszła w ręce Seleucydów. W ich państwie znajdowały się ważniejsze kraje Bliskiego i Środkowego Wschodu: Syria, Mezopotamia, Persja oraz dolina Indusu.
Rządy Seleucydów doprowadziły do wybuchu w 167 p.n.e. żydowskiego powstania Machabeuszy, które doprowadziło do powstania państwa Machabeuszy. Dobrze rozwijający się obszar Gazy znalazł się w strefie interesów Machabeuszy. Jonatan Machabeusz w swojej kampanii 145–143 p.n.e. zdobył i zniszczył miasta Gaza i Anthedone. Aleksander Jannaj przez rok oblegał Gazę w 102 p.n.e. Gdy w końcu mieszkańcy poddali się, Aleksander zniszczył Gazę, Anthedone i Raphia.
W owym czasie Żydzi pogrążyli się w wojnie domowej pomiędzy stronnictwami Saduceuszów a Faryzeuszów, co w 63 p.n.e. wykorzystali Rzymianie i zajęli Judeę. Obszar Gazy wszedł w skład prowincji syryjskiej. W 57 p.n.e. rzymski prokonsul Gabiniusz odbudował Gazę, która stała się ważnym ośrodkiem kulturalnym i religijnym (świątynia Marneion). W 35 p.n.e. cesarz Oktawian August oddał miasto z okolicznymi ziemiami w ręce króla Judei Heroda Wielkiego. Pod jego rządami w rejonie Gazy znacznie wzrosła liczebność Żydów, jednak samo miasto pozostało pogańskie. Tutejsze świątynie były poświęcone różnym bogom, w tym Marnasowi (kreteńskiemu Zeusowi), Słońcu, Afrodycie, Apollinowi, Hestii, Hekate.
Gdy w 66 roku n.e. wybuchła wojna żydowska (66–73) przeciwko cesarstwu rzymskiemu. Żydzi, mszcząc się za masakrę w Cezarei, zniszczyli Gazę, Anthedone i ich okoliczne wioski. W 130 r. rzymski cesarz Hadrian odwiedził odbudowaną Gazę. Po stłumieniu kolejnego żydowskiego powstania Bar-Kochby, Rzymianie w roku 135 zmienili nazwę kraju z Judea na Syria Palestina (Syria palestyńska, czyli filistyńska – od nazwy tutejszych ziem „Philistia”).
Gdy w 395 roku cesarz Teodozjusz umierając podzielił Imperium Rzymskie na Cesarstwo Zachodniorzymskie i Cesarstwo Wschodniorzymskie (czyli Bizancjum), Palestyna z rejonem Gazy znalazły się pod kontrolą Bizancjum. W 401 roku cesarz Arkadiusz zakazał w Gazie kultu pogańskiego. Doszło wówczas do prześladowania pogan i niszczenia ich mienia i kultury. Zamieszki w mieście – w którym istniało 8 świątyń pogańskich, a gmina chrześcijańska liczyła jedynie około 200 osób – trwały 10 dni. Na miejscu zburzonej świątyni rzymskiej arcybiskup Gazy św. Porfiriusz zbudował kościół na rzucie krzyża (bazylikę Eudokii). W okolicach miasta żył na przełomie III i IV wieku św. Hilarion, którego życie opisał św. Hieronim. Mnich ten przeszczepił na ziemię palestyńską życie eremickie, będąc wcześniej uczniem św. Antoniego Wielkiego. W Dajr al-Balah wybudowano klasztor św. Hilariona, który znajdował się przy miejscu pochówku św. Hilariona. Miasto Dajr al-Balah zawdzięcza swoją nazwę właśnie jemu, ponieważ arabskie słowo „deir” oznacza „klasztor”, a „al-balah” oznacza „palmy” (rosnące wokoło).

### Średniowiecze
Gdy w roku 496 król Aksum podarował cesarzowi Anastazjuszowi I żyrafę, która trafiła najpierw do portu w Gazie, wydarzenie to wywarło duży wpływ na artystów Gazy, m.in. twórców mozaik. W 536 roku biskup Marcjan konsekrował kościół pod wezwaniem św. Sergiusza, a w 540 roku miało miejsce apogeum chrześcijańskiej obecności w Gazie. Z miasta wyruszyły wówczas pielgrzymki w kierunku Synaju.
W 615 roku Gaza przeżyła inwazję wojsk perskich Chosroesa II Parwiza z dynastii Sasanidów. W roku 634 rejon Gazy zajęli muzułmanie, jednak samo miasto zostało zdobyte w 637 bez większego oporu. Ogromna większość mieszkańców tych okolic przeszła wówczas na islam. Ci, którzy pozostali chrześcijanami, mieli pozwolenie na wyznawanie swojej wiary.
W 661 roku obszar Gazy wszedł w skład kalifatu Ummajjadów. W roku 750 nastąpił koniec dominacji Umajjadów i początek epoki Abbasydów. Gaza była wówczas ważnym ośrodkiem handlu i rzemiosła, a jednocześnie centrum kultury muzułmańsko-chrześcijańskiej z tolerancyjnym prawem islamskim. Dla muzułmanów miasto Gaza miało szczególne znaczenie, ponieważ było miejscem pochówku Haszima, dziadka Mahometa. Z tego powodu miasto zostało odbudowane, a architektura chrześcijańska wymieszała się z architekturą islamską. Wybudowano górujący nad miastem meczet Umar Ibn Al-Khattab. Urodził się tutaj islamski teolog Muhammad al-Shafi (767–820), który założył sunnicki mazhab (Szafi). Dominującym językiem stał się arabski, chociaż greka i aramejski nadal pozostawały w powszechnym użyciu.
W latach 780–800 doszło do licznych napadów Beduinów od strony pustyni. W roku 978 Gaza weszła do kalifatu Fatymidów, a w latach 1079–1099 była pod panowaniem Wielkich Seldżuków. Fanatyczne postępowanie Seldżuków i ograniczanie chrześcijanom prawa dostępu do miejsc świętych w Ziemi Świętej doprowadziły do zorganizowania w 1096 roku I wyprawy krzyżowej.

Państwa krzyżowców na Bliskim Wschodzie w roku 1135

W 1100 roku krzyżowcy zajęli rejon Gazy, który włączyli w granice Królestwa Jerozolimskiego. W 1149 roku król Baldwin III ufortyfikował Gazę i oddał ją w ręce templariuszy. Nastąpił wówczas rozwój miasta dolnego, pełniącego rolę służebną wobec fortecy, która była wykorzystywana do atakowania pobliskiego arabskiego miasta Aszkelon.
W roku 1178 wojska muzułmańskie sułtana Saladyna zdobyły miasto Gazę. W następnych latach Saladyn kontynuował swoje podboje i w roku 1187 zajął Jerozolimę, doprowadzając do upadku Królestwa Jerozolimskiego. Saladyn promował surowe islamskie poglądy sunnizmu na religię i oświatę, co walnie przyczyniło się do zjednoczenia podbitych przez niego ziem. Stojący w Deir al-Balah klasztor św. Hilariona przebudowano wówczas na meczet Al Khader. Siły angielskie i francuskie (III wyprawa krzyżowa) odzyskały część ziem, w tym Gazę, którą zajął w 1191 roku król Ryszard I Lwie Serce. Odbudowano wówczas fortyfikacje Gazy, jednak już w roku 1193 musiano je rozebrać w wyniku zawartych porozumień Traktatu Jafy. Krzyżowcy przebudowali wielki meczet w Gazie na Katedrę św. Jana Chrzciciela (obecnie meczet Great Omari). W 1250 roku obszar Gazy znów powrócił pod panowanie muzułmanów.
W roku 1260 Gaza została całkowicie zniszczona przez najazd mongolski Hulagu-chana. W roku 1277 rozpoczął się okres bujnego rozwoju rejonu Gazy pod panowaniem mameluków z Damaszku. Był on przerwany w 1294 roku przez trzęsienie ziemi, które spustoszyło Gazę. W 1340 odbudowano wielki meczet.
Arabski podróżnik Ibn Batutta odwiedził Gazę w 1355 roku i opisał ją jako „miasto duże i ludne, posiadające wiele meczetów. Nie było jednak żadnych murów wokół niego. Był tam stary wspaniały meczet”.

### Czasy nowożytne

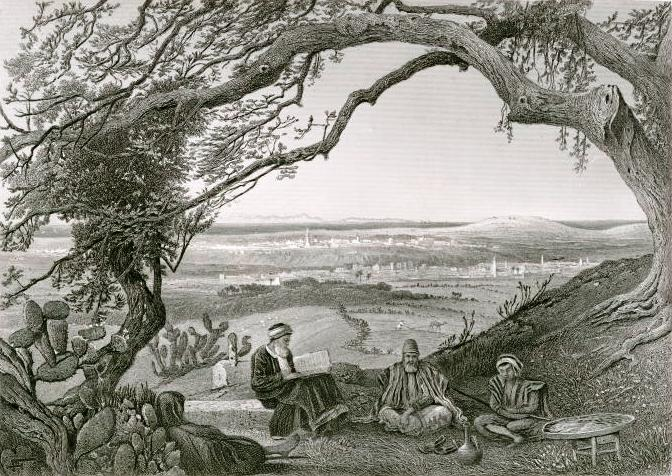
Muzułmanie studiujący Koran, w tle widoczne miasto Gaza

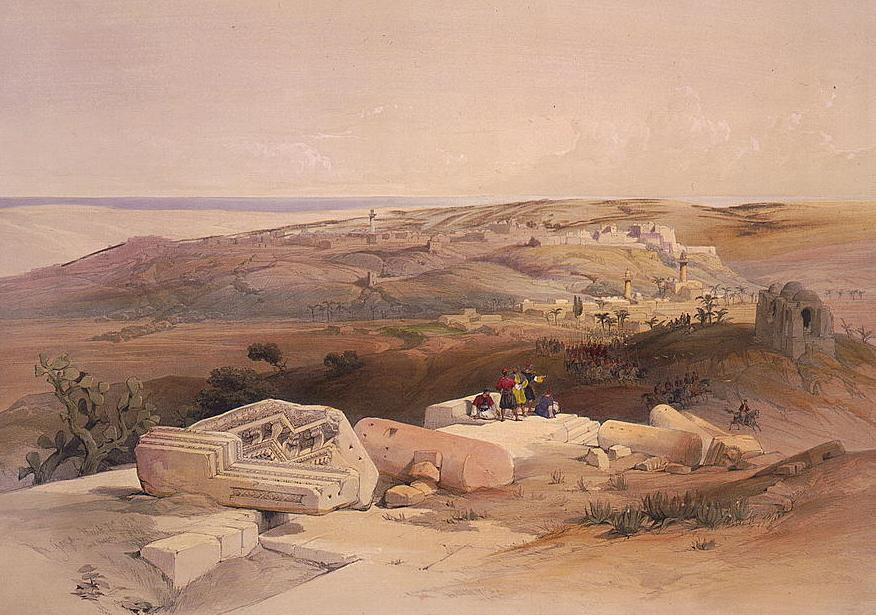
Panorama Gazy, 1839

W 1516 roku obszar Gazy został przyłączony do Imperium Osmańskiego. Gaza była wówczas już małą miejscowością, z nieczynnym portem, zniszczonymi budynkami i podupadłą gospodarką. Wojska tureckie szybko zdławiły mały opór i Region Gazy (tur. Sanjak Gazy) wszedł w skład prowincji Syrii.
W 1660 roku Gaza została uznana stolicą Palestyny, co dało początek okresu nowej świetności miasta. Odnowiono stary meczet i wybudowano kilkanaście nowych. Pojawiły się łaźnie i targowiska tureckie.
W roku 1799 przez obszar Gazy przeszły wojska francuskie, dowodzone przez Napoleona Bonaparte. Napoleon kazał w Gazie pozbawić życia 2000 jeńców tureckich, których nie mógł ani transportować, ani żywić. Jednak obecność Francuzów była tak krótka, że nie wywarła większego wpływu na tutejszą kulturę. Po kilku miesiącach Gaza wróciła pod panowanie tureckie.
Na początku XIX wieku obszar Gazy został zdominowany kulturowo przez Egipt. W 1832 roku Muhammad Ali (Pasza), dążąc do stworzenia imperium egipskiego, podbił Gazę z większą częścią Palestyny. Od tego czasu mieszkańcy tych ziem czerpali zyski z handlu karawanowego między Syrią a Egiptem. W 1840 roku w pobliżu Gazy doszło do bitwy wojsk tureckich z egipskimi, która położyła kres egipskiemu panowaniu nad Palestyną.
XX wiek rozpoczął się od dwóch niszczycielskich trzęsień ziemi w roku 1903 i 1914. Podczas I wojny światowej w roku 1917 obszar Gazy stał się polem ciężkich walk pomiędzy wojskami tureckimi a brytyjskimi. 8 stycznia 1917 roku australijskie i nowozelandzkie oddziały konne zaatakowały i zdobyły turecki fort w mieście Rafah. 26 marca 1917 roku doszło do I bitwy o Gazę, podczas której brytyjski atak poniósł klęskę głównie z powodu braku komunikacji między nacierającymi oddziałami. Do II bitwy o Gazę doszło 17 kwietnia 1917 roku. Ten atak został poprzedzony ostrzałem artyleryjskim (z użyciem broni gazowej), a w walkach użyto kilku czołgów. Pomimo tego Brytyjczycy ponieśli ciężkie straty i nie zdołali przełamać pozycji tureckich w Gazie. Po wzmocnieniu oddziałów wojska brytyjskie przeprowadziły kolejną ofensywę, podczas której doszło do III bitwy o Gazę (31 października – 7 listopada 1917 roku). Ostatecznie brytyjski generał Edmund Allenby wkroczył do Gazy jako zwycięzca, a następnie 9 grudnia 1917 roku – do Jerozolimy.

### Historia najnowsza
Po zakończeniu I wojny światowej decyzją Ligi Narodów obszar Gazy wraz z Palestyną przypadł Wielkiej Brytanii, która utworzyła na tym obszarze Mandat Palestyny. Oficjalne nadanie pełnomocnictw mandatowych nastąpiło 1 lipca 1920 roku.
Począwszy od II w. p.n.e. w obszarze Gazy zamieszkiwała niewielka społeczność Żydów. W 1903 r. społeczność ta liczyła 90 osób. Zamieszki w Palestynie w 1929 zmusiły pozostałą grupę 50 Żydów do opuszczenia tego obszaru. W następstwie rozruchów arabskich brytyjskie władze mandatowe zakazały Żydom zamieszkiwania w obszarze Gazy. Mimo tego w 1930 roku grupa syjonistów utworzyła w środkowej części tego obszaru kibuc Kefar Darom. Został on ewakuowany i zniszczony podczas zamieszek arabskich w latach 1936–1939, a odbudowany w 1946 roku.
Gdy w latach 1947–1948 zaczęły mnożyć się incydenty zbrojne pomiędzy Arabami a Żydami, rząd brytyjski zdał sobie sprawę, że sytuacja w Mandacie Palestyny wymyka się spod kontroli. Dlatego 2 kwietnia 1947 oficjalnie przekazał sprawę Palestyny do Organizacji Narodów Zjednoczonych, która 29 listopada 1947 roku przyjęła rezolucję nr 181. Była to decyzja w sprawie podziału Palestyny na dwa państwa: żydowskie i arabskie. W myśl tego planu obszar Gazy miał znajdować się w nowo utworzonym państwie arabskim.
Po proklamacji niepodległości Izraela 14 maja 1948 roku rozpoczęła się I wojna izraelsko-arabska. W trakcie walk obszar Gazy został zajęty przez wojska egipskie. Podczas rozmów o warunkach ogłoszenia zawieszenia broni, które były prowadzone na wyspie Rodos, Izrael żądał całkowitego wycofania się Egipcjan z obszaru Palestyny. Po trudnych rozmowach porozumienie o zawieszeniu broni między Izraelem a Egiptem podpisano 24 lutego 1949 roku. Na jego mocy wojska egipskie pozostały w obszarze Gazy, który od tej pory był nazywany „Strefą Gazy”. W ten sposób rozpoczął się okres egipskiej okupacji Gazy, który trwał do 1967 roku (z przerwą czterech miesięcy podczas kryzysu sueskiego w 1956 roku, kiedy to Izrael zajął strefę).
Pod koniec I wojny izraelsko-arabskiej, 22 września 1948 roku Liga Arabska ogłosiła powstanie w mieście Gaza rządu palestyńskiego (arab. حكومة عموم فلسطين, hukumat 'umum Filastin). Ogłosił on 1 października 1948 roku powstanie niepodległego państwa Palestyny. Na czele rządu stanął premier Ahmed Hilmi Abd al-Baqi, ministrem spraw zagranicznych został Jamal al-Husayni. Rząd uznał flagę palestyńską. Utworzenie tego rządu zostało zaplanowane przez Ligę Arabską jako próba ograniczenia wpływów Transjordanii na ziemiach palestyńskich. Okazało się jednak, że rząd nie został uznany przez Transjordanię i żadne nie-arabskie państwo. Uznały go jedynie: Egipt, Syria, Liban, Irak, Arabia Saudyjska i Jemen.
W rzeczywistości palestyński rząd w Gazie znajdował się pod całkowitą kontrolą Egiptu i wywierał niewielki wpływ na sytuację Palestyńczyków w Strefie Gazy. Został on później przeniesiony z Gazy do Kairu. Rząd wydawał palestyńskie paszporty, które zostały unieważnione w 1959 roku przez egipskiego prezydenta Gamal Abdel Nasera. Egipt nigdy formalnie nie anektował Strefy Gazy, ale traktował ją jak terytorium okupowane i zarządzał przez gubernatora wojskowego.
Po I wojnie izraelsko-arabskiej w 1948 roku do Strefy Gazy napłynęło wielu uchodźców palestyńskich z terenów zajętych przez Izrael. Spowodowało to znaczny wzrost populacji enklawy Gazy. Palestyńscy uchodźcy nigdy nie otrzymali oferty, ani nie dążyli do uzyskania obywatelstwa egipskiego. 8 grudnia 1949 roku Zgromadzenie Ogólne ONZ formalnie powołało Agencję Narodów Zjednoczonych dla Pomocy Uchodźcom Palestyńskim na Bliskim Wschodzie (ang. United Nations Relief and Works Agency for Palestine Refugees in the Near East, UNRWA).
W wielu obozach uchodźców w Strefie Gazy zaczęły od 1948 roku powstawać grupy palestyńskich bojowników fedainów (arab. فدائيون, fidā'iyūn), które przenikały na terytorium opanowane przez Izrael i przeprowadzały tam ataki, które Palestyńczycy traktowali jako formę wojny partyzanckiej, podczas gdy rząd izraelski przedstawiał ich jako terrorystów. Ataki były przeprowadzane z pozostającej pod egipską kontrolą Strefy Gazy pomimo obowiązującego izraelsko-egipskiego zawieszenia broni. Według Martina Filberta w latach 1951–1955 w wyniku tych ataków zginęło 1967 Izraelczyków. Agencja Żydowska podaje inną liczbę ofiar w latach 1951–1956: 400 zabitych i 900 rannych. Największe nasilenie ataków fedainów ze Strefy Gazy nastąpiło po 1954, kiedy to egipski rząd formalnie wyraził zgodę na utworzenie obozów szkoleniowych dla fedainów w Strefie Gazy i w północno-wschodniej części Półwyspu Synaj.
Aby przeciwdziałać tym atakom, Izraelczycy utworzyli w sierpniu 1953 roku jednostkę specjalną Unit 101 (hebr. יחידה 101). W lutym 1955 roku przeprowadziła ona duży atak na egipskie pozycje w Strefie Gazy. Operacja nazywała się „Czarna Strzała” i dowodził nią Ariel Szaron. W jej wyniku zginęło 42 egipskich żołnierzy, a 36 zostało rannych. Izraelczycy stracili 8 żołnierzy. Operacja ta wywołała wielki wstrząs w Strefie Gazy i Egipcie. Ogółem raporty ONZ wymieniają 17 izraelskich rajdów odwetowych i 31 ataków na arabskie miasta przeprowadzonych w Strefie Gazy w latach 1949–1956.
W 1956 roku izraelskie oddziały wkroczyły do miasta Chan Junus w Strefie Gazy i przeprowadziły przeszukiwania domów w poszukiwaniu fedainów oraz broni. Podczas tej operacji zginęło 275 Palestyńczyków oraz dodatkowo w obozie uchodźców w Rafah zginęło 111 Palestyńczyków. Izrael wyjaśnił, że tak duża liczba ofiar wynikała z „oporu uchodźców”. Podczas kryzysu sueskiego w 1956 roku Izraelczycy wkroczyli do Strefy Gazy i okrążyli siły egipskie w rejonie Gazy i Rafah. Izraelskie siły wyłapywały fedainów, których prawdopodobnie rozstrzelano w dwóch masakrach. Liczbę zabitych ocenia się na 66 fedainów, chociaż dyplomacja Stanów Zjednoczonych wskazywała, że z 500 fedainów wziętych do niewoli zabito „około 30”.

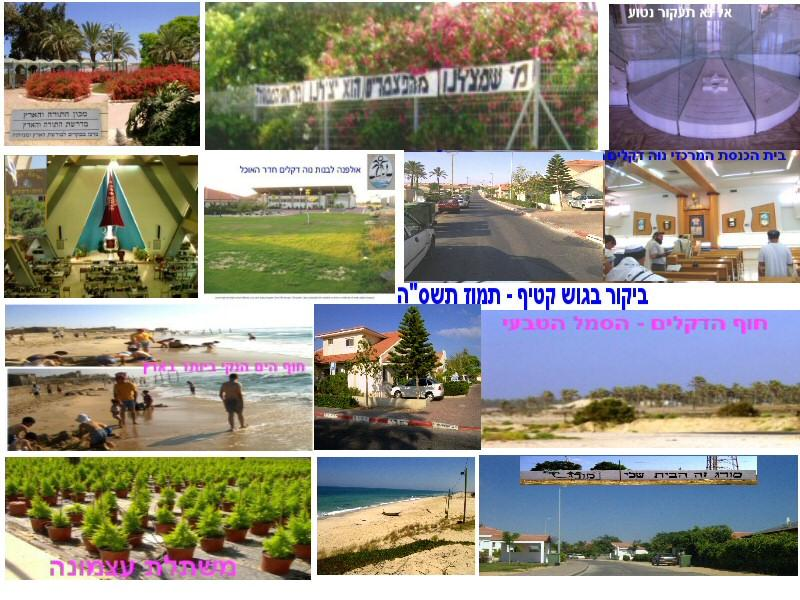
Żydowskie osiedla Gusz Katif w Strefie Gazy

Strefa Gazy znalazła się pod izraelską kontrolą w wyniku wojny sześciodniowej w 1967 roku. Pod izraelską okupacją Żydzi utworzyli w południowo-zachodniej części Strefy blok osiedli Gusz Katif. W sumie w Strefie Gazy wybudowano 21 żydowskich osiedli, które zajmowały 20% powierzchni terytorium. Założono je z powodów ideologicznych oraz rzekomo ze względów bezpieczeństwa. Strefa Gazy pozostawała pod izraelską okupacją do 1994 roku.
W marcu 1979 roku Izrael i Egipt podpisały traktat pokojowy izraelsko-egipski. Kwestie statusu Strefy Gazy nie zostały umieszczone w traktacie, jednak Egipt zrzekł się wszystkich roszczeń terytorialnych do ziem pozostających poza międzynarodowymi granicami.
W maju 1994 roku doszło do zawarcia porozumienia z Oslo, które dało początek tworzenia Autonomii Palestyńskiej. 4 maja 1994 roku Izrael i Organizacja Wyzwolenia Palestyny podpisały w Kairze Porozumienie Gaza-Jerycho o utworzeniu ograniczonej Autonomii Palestyńskiej w Strefie Gazy i okolicy miasta Jerycho. Znaczna część Strefy Gazy (poza obszarem żydowskich osiedli i terenów wojskowych) przeszła wówczas pod palestyńską administrację. Izraelskie oddziały wycofały się z miasta Gaza i innych obszarów miejskich Strefy, pozostawiając je pod kontrolą nowo powstałej palestyńskiej policji. Jednak pomimo wycofania się, Izrael sprawował całkowitą kontrolę nad przestrzenią powietrzną oraz granicami lądowymi i morskimi Strefy.
Jasir Arafat wybrał Gazę jako pierwszą stolicę Autonomii Palestyńskiej. W marcu 1996 roku w Gazie odbyła się inauguracyjna sesja Palestyńskiej Rady Narodowej. Palestyńska populacja w Strefie Gazy cierpiała z powodu złego zarządzania i wysokiej korupcji. Większość inwestycji budowlanych i przemysłowych w Strefie było uzależnionych od wysokich łapówek, których wymagała administracja oraz palestyńskie siły bezpieczeństwa. Powodowało to wzrost niezadowolenia społecznego. Gdy we wrześniu 2000 roku wybuchło palestyńskie powstanie Intifada Al-Aksa, zbrojne organizacje Hamas i Islamski Dżihad przeprowadziły ze Strefy Gazy wiele ataków terrorystycznych na Izrael. Był to także początek ostrzału rakietowego i moździerzowego izraelskich osiedli oraz terenów przygranicznych ze Strefą.
Sytuacja ta stawała się coraz trudniejsza dla rządu izraelskiego, który w lutym 2005 roku podjął decyzję o jednostronnym wycofaniu się ze Strefy Gazy. W okresie od 15 sierpnia do 12 września 2005 roku ewakuowano wszystkie izraelskie osiedla ze Strefy Gazy. Zlikwidowano także wszystkie bazy wojskowe i zniesiono zamknięte strefy militarne (w tym opuszczono międzynarodową granicę Strefy Gazy z Egiptem – Egipt zobowiązał się do przejęcia kontroli nad granicą i uniemożliwienia przemytu zakazanych towarów). Pod kontrolą izraelską pozostały jedynie przejścia graniczne, w tym sprawowano monitoring nad przejściem między Strefą a Egiptem w Rafah.
25 stycznia 2006 roku odbyły się palestyńskie wybory parlamentarne, które niespodziewanie wygrał Hamas. Izrael i część społeczności międzynarodowej (Stany Zjednoczone i Unia Europejska) odmówiły jednak uznania prawa Hamasu do sprawowania rządów w Autonomii Palestyńskiej. Hamas był przedstawiany jako organizacja terrorystyczna, która odmawia uznania prawa do istnienia Państwa Izrael. Z tego powodu przerwano bezpośrednią pomoc dla palestyńskiego rządu i skierowano ją do niezależnych organizacji humanitarnych. Wywołało to zamieszanie polityczne i gospodarczą zapaść, zmuszając wielu Palestyńczyków do emigracji zarobkowej ze Strefy Gazy.
W styczniu 2007 roku w Strefie Gazy wybuchły gwałtowne walki pomiędzy zbrojnymi frakcjami Hamasu a Al-Fatah. Skala walk przyjęła rozmiary palestyńskiej wojny domowej. Ostatecznie Hamas pokonał siły Al-Fatah i przejął kontrolę nad Strefą Gazy. Przywódcy polityczni Hamasu ogłosili się legalnym rządem Autonomii Palestyńskiej. Palestyński prezydent Mahmud Abbas zareagował ogłoszeniem stanu wyjątkowego, rozwiązał rząd jedności narodowej i sformował nowy rząd, bez udziału Hamasu. Nowy rząd został uznany przez społeczność międzynarodową (w tym przez Egipt, Jordanię i Arabię Saudyjską). Egipt przeniósł swoją ambasadę z Gazy na Zachodni Brzeg. Od tamtej pory rząd Hamasu w Strefie Gazy pozostaje w całkowitej izolacji międzynarodowej, dyplomatycznej i gospodarczej. Nowy palestyński rząd premiera Salam Fajjada podjął próbę pojednania z Hamasem, pod warunkiem zwrócenia Autonomii Palestyńskiej kontroli nad Strefą Gazy.
Hamas po przejęciu kontroli nad Strefą Gazy rozpoczął usuwanie urzędników Al-Fatah ze wszystkich stanowisk. Amnesty International poinformowała o zamknięciu gazet i nękaniu dziennikarzy. Doszło również do prześladowań i napaści na chrześcijan. Przez cały ten czas Hamas kontynuował przemyt broni i amunicji do Strefy Gazy. Broń ta była wykorzystywana do ostrzału rakietowego przygranicznych terenów Izraela. Według danych izraelskich od przejęcia przez Hamas kontroli nad Strefą Gazy do końca stycznia 2008 roku na Izrael spadło 697 rakiet i 822 pociski moździerzowe.
W odpowiedzi Izrael atakował wyrzutnie rakiet Kassam i wojskowe obiekty Hamasu. 19 września 2007 roku rząd izraelski ogłosił Strefę Gazy wrogim terytorium i wprowadził ograniczenia w dostawach paliwa i energii elektrycznej. W styczniu 2008 roku nastąpiło gwałtowne pogorszenie sytuacji i 19 stycznia Izrael wstrzymał dostawy paliwa, wywołując niedobory w prądzie. Społeczność międzynarodowa potępiła Izrael za wymierzanie zbiorowej kary mieszkańcom Strefy Gazy. Na początku marca 2008 izraelskie naloty i operacje lądowe spowodowały śmierć 110 Palestyńczyków w Strefie Gazy. Pomimo apeli izraelskich i nacisków międzynarodowych Egipt nie uszczelnił granicy ze Strefą Gazy, umożliwiając dalszy przemyt broni.
W okresie od 27 grudnia 2008 do 18 stycznia 2009 roku armia izraelska przeprowadziła w Strefie Gazy operację „Płynny Ołów” przeciwko Hamasowi. W sumie zginęło 1300 Palestyńczyków (w tym do 500 bojowników ruchu oporu) i 13 Izraelczyków. Po 22 dniach walk Izrael zgodził się na wprowadzenie zawieszenia broni i wycofał swoje wojska ze Strefy.

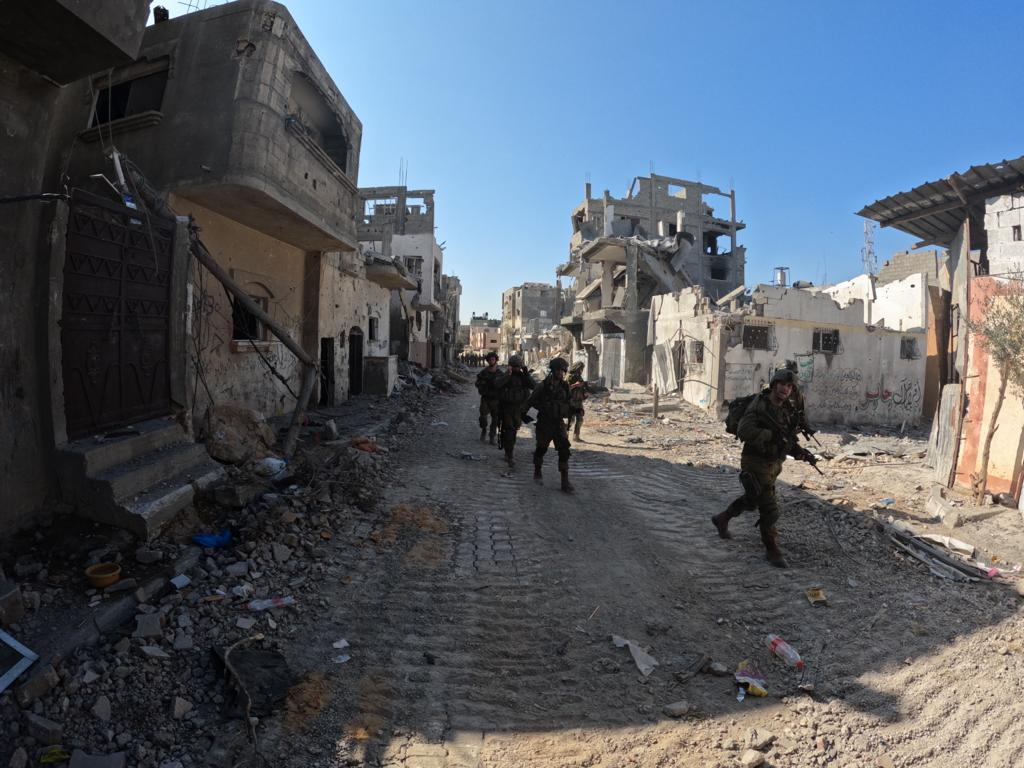
Izraelscy żołnierze podczas inwazji na Strefę Gazy, 31 października 2023 roku

7 października 2023 roku w godzinach porannych ruch oporu pod kierownictwem Hamasu rozpoczął wymierzoną w Izrael operację „Burza Al-Aksa”, w ramach której najpierw wystrzelił w stronę tego państwa kilka tysięcy rakiet (według różnych szacunków, od 2200 do 5000), a następnie bojownicy przedostali się na terytorium Izraela m.in. drogą lądową (forsując barierę na granicy Izraela ze Strefą Gazy w 29 miejscach) i dokonali zbrojnego ataku na co najmniej 8 obiektów wojskowych i 22 miejscowości okalających Strefę Gazy. Z atakiem tym wiążą się izraelskie oskarżenia o dopuszczanie się przez Hamas wielu zbrodni na ludności cywilnej (m.in. na festiwalu muzyki elektronicznej w okolicach kibucu Re’im). Podczas tych działań, według izraelskich władz, zginęło 1139 osadników (w tym 767 żołnierzy i 369 członków innych organizacji zbrojnych) zaś 253 Izraelczyków (w tym pojmani żołnierze) zostało porwane i zabrane do Strefy Gazy przez Hamas jako zakładnicy. Nie znalazły potwierdzenia zarzuty dotyczące napaści seksualnych, część innych twierdzeń uznanych jest za fałszywe, strona Izraelska nie umożliwiła komisji śledczej ONZ przeprowadzenia rzetelnego, niezależnego badania.
W odpowiedzi Izrael wypowiedział „wojnę“ Hamasowi i zablokował dostawy żywności, wody, prądu oraz paliwa do Strefy Gazy, a następnie w ramach operacji „Żelazne Miecze” najpierw dokonywał ostrzałów rakietowych i nalotów na różne cele w Strefie Gazy, zaś pod koniec października 2023 roku rozpoczął lądową operację wojskową w Strefie Gazy.
W wyniku izraelskiego odwetu za atak Hamasu z 7 października życie straciło, według oświadczenia Ministerstwa Zdrowia Strefy Gazy z 29 lutego 2024 roku, ponad 30 000 osób zamieszkujących Strefę Gazy, zaś na obszarze tego terytorium zapanował kryzys humanitarny. Ponad 85% mieszkańców Strefy Gazy, czyli około 1,9 miliona ludzi, zostało wewnętrznie przesiedlonych. Według stanu na styczeń 2024 roku izraelska operacja wojskowa spowodowała uszkodzenie lub zniszczenie 70–80% budynków w północnej części Strefy Gazy. Siły izraelskie zniszczyły znaczną część kluczowej infrastruktury Gazy – od usług medycznych po systemy wodno-kanalizacyjne. Pomimo trwającej od 2007 r. izraelskiej blokady, Strefa Gazy do izraelskiej inwazji w 2023 r. zdołała utrzymać solidny i funkcjonalny system opieki zdrowotnej, w tym zaawansowaną opiekę chirurgiczną. W 2024 r. ten system opieki zdrowotnej już nie istniał z powodu zniszczenia go przez siły izraelskie, poważnych niedoborów niezbędnych materiałów oraz izraelskich nakazów ewakuacji stawiających pacjentów i personel w sytuacjach zagrażających życiu. Na dzień 5 listopada 2024 r. z 36 szpitali w Strefie Gazy działało jedynie 17, a i to tylko częściowo. Izraelczycy zniszczyli ponadto 130 karetek. Z opublikowanego w kwietniu 2024 roku raportu Banku Światowego i Organizacji Narodów Zjednoczonych wynikało, że całkowity koszt szkód w infrastrukturze krytycznej Strefy Gazy w ciągu pierwszych czterech miesięcy ciągłej wojny Izraela z Hamasem jest szacowany na około 18,5 miliarda dolarów. Konflikt uszkodził lub zniszczył około 62% wszystkich domów w Strefie Gazy, a ponad milion ludzi pozostawało bez dachu nad głową. Działania Izraelczyków przeciwko mieszkańcom Strefy Gazy noszą charakter ludobójstwa.

## Gospodarka
Nieczynny port morski w mieście Gaza. Dwa nieczynne lotniska z jednym utwardzonym pasem startowym. Jedno lądowisko dla helikopterów. Produkcja energii 140 MW (2005), konsumpcja 230 MW (2005). Bezrobocie 34,8% (2006). Główne produkty rolne: oliwki, cytrusy, warzywa, wołowina, nabiał. The World Factbook wymienia jedną stację telewizyjną i 10 radiowych (2008). 
Od 2007 r. Strefa Gazy znajduje się w stanie permanentnej blokady gospodarczej przez Izrael, od października 2023 r. o charakterze ludobójczym. 